# Campionati europei di slittino 2015
I Campionati europei di slittino 2015, quarantaseiesima edizione della manifestazione organizzata dalla Federazione Internazionale Slittino, si sono tenuti il 28 febbraio ed il 1º marzo 2015 a Soči, in Russia, sulla pista Sanki, la stessa sulla quale si svolsero le competizioni del bob, dello slittino e dello skeleton ai Giochi di Soči 2014; sono state disputate gare in quattro differenti specialità: nel singolo uomini, nel singolo donne, nel doppio e nella prova a squadre.
Anche questa edizione, come ormai da prassi iniziata nella rassegna di Paramonovo 2012, si è svolta con la modalità della "gara nella gara" contestualmente alla tappa di Coppa del Mondo nella cittadina russa premiando gli atleti europei meglio piazzati nelle quattro gare di Coppa del singolo uomini, del singolo donne, del doppio e della prova a squadre.
Vincitrice del medagliere è stata la nazionale tedesca, capace di conquistare tre titoli e cinque medaglie sulle dodici assegnate in totale: quelle d'oro sono state vinte da Dajana Eitberger nell'individuale femminile, da Tobias Wendl e Tobias Arlt nel doppio e dalla squadra composta dagli stessi Eitberger, Wendl ed Arlt insieme a Felix Loch nella prova a squadre. La gara nel singolo uomini ha visto la vittoria del rappresentante della squadra russa Semën Pavličenko.
Oltre ai tedeschi Dajana Eitberger, Tobias Wendl e Tobias Arlt, che hanno conquistato due medaglie d'oro, gli altri atleti che sono riusciti a salire per due volte sul podio in questa rassegna iridata sono stati il connazionale Felix Loch, i russi Semën Pavličenko e Tat'jana Ivanova ed i fratelli lettoni Andris e Juris Šics.

## Risultati

### Singolo uomini
La gara è stata disputata il 1º marzo nell'arco di due manches ed hanno preso parte alla competizione 21 atleti in rappresentanza di 10 differenti nazioni; campione uscente era l'italiano Armin Zöggeler, nel frattempo ritiratosi dalle competizioni, ed il titolo è stato conquistato dal russo Semën Pavličenko, già vincitore del titolo mondiale due settimane prima a Sigulda 2015, davanti al connazionale Aleksandr Peretjagin ed al tedesco Felix Loch, campione olimpico a Vancouver 2010 ed a Soči 2014 e medaglia d'oro europea ad Oberhof 2013.
| Pos. | Atleti               | Nazione  | Tempo    | Distacco |
| ---- | -------------------- | -------- | -------- | -------- |
|      | Semën Pavličenko     | Russia   | 1'44"020 |          |
|      | Aleksandr Peretjagin | Russia   | 1'44"252 | +0"232   |
|      | Felix Loch           | Germania | 1'44"339 | +0"319   |
| 4    | Andi Langenhan       | Germania | 1'44"379 | +0"359   |
| 5    | Inārs Kivlenieks     | Lettonia | 1'44"417 | +0"397   |
| 6    | Stepan Fëdorov       | Russia   | 1'44"438 | +0"418   |
| 7    | Dominik Fischnaller  | Italia   | 1'44"458 | +0"438   |
| 8    | Maksim Aravin        | Russia   | 1'44"499 | +0"479   |
| 9    | Ralf Palik           | Germania | 1'44"578 | +0"558   |
| 10   | Wolfgang Kindl       | Austria  | 1'44"650 | +0"630   |

### Singolo donne
La gara è stata disputata il 28 febbraio nell'arco di due manches ed hanno preso parte alla competizione 17 atlete in rappresentanza di 8 differenti nazioni; campionessa uscente era la russa Natal'ja Choreva, non presente a questa rassegna continentale, ed il titolo è stato conquistato dalla tedesca Dajana Eitberger, già medaglia di bronzo nell'edizione precedente, davanti alla connazionale Natalie Geisenberger, campionessa olimpica a Soči 2014 e due volte medaglia d'oro europea a Cesana Torinese 2008 e ad Oberhof 2013, ed alla russa Tat'jana Ivanova, a sua volta due volte vincitrice del titolo continentale a Sigulda 2010 ed a Paramonovo 2012.
| Pos. | Atleti               | Nazione  | Tempo    | Distacco |
| ---- | -------------------- | -------- | -------- | -------- |
|      | Dajana Eitberger     | Germania | 1'40"510 |          |
|      | Natalie Geisenberger | Germania | 1'40"520 | +0"010   |
|      | Tat'jana Ivanova     | Russia   | 1'40"601 | +0"091   |
| 4    | Ekaterina Baturina   | Russia   | 1'40"781 | +0"271   |
| 5    | Tatjana Hüfner       | Germania | 1'40"955 | +0"445   |
| 6    | Ekaterina Katnikova  | Russia   | 1'40"996 | +0"486   |
| 7    | Anke Wischnewski     | Germania | 1'41"322 | +0"812   |
| 8    | Viktorija Demčenko   | Russia   | 1'41"385 | +0"875   |
| 9    | Elīza Tīruma         | Lettonia | 1'41"428 | +0"918   |
| 10   | Martina Kocher       | Svizzera | 1'41"506 | +0"996   |

### Doppio
La gara è stata disputata il 28 febbraio nell'arco di due manches ed hanno preso parte alla competizione 32 atleti in rappresentanza di 8 differenti nazioni; campioni uscenti erano gli italiani Christian Oberstolz e Patrick Gruber, che hanno concluso la prova al quarto posto, ed il titolo è stato conquistato dai tedeschi Tobias Wendl e Tobias Arlt, campioni olimpici a Soči 2014 e tre volte sul podio europeo, davanti agli austriaci Peter Penz e Georg Fischler, vincitori del titolo continentale a Paramonovo 2012, ed ai fratelli lettoni Andris e Juris Šics, già a medaglia sia ai Giochi Vancouver 2010 sia a quelli di Soči 2014.
| Pos. | Atleti                               | Nazione   | Tempo    | Distacco |
| ---- | ------------------------------------ | --------- | -------- | -------- |
|      | Tobias Wendl Tobias Arlt             | Germania  | 1'39"559 |          |
|      | Peter Penz Georg Fischler            | Austria   | 1'39"854 | +0"295   |
|      | Andris Šics Juris Šics               | Lettonia  | 1'40"137 | +0"578   |
| 4    | Christian Oberstolz Patrick Gruber   | Italia    | 1'40"143 | +0"584   |
| 5    | Aleksandr Denis'ev Vladislav Antonov | Russia    | 1'40"216 | +0"657   |
| 6    | Vladislav Južakov Vladimir Prochorov | Russia    | 1'40"301 | +0"742   |
| 7    | Toni Eggert Sascha Benecken          | Germania  | 1'40"385 | +0"826   |
| 8    | Andrej Bogdanov] Andrej Medvedev     | Russia    | 1'40"417 | +0"858   |
| 9    | Lukáš Brož Antonín Brož              | Rep. Ceca | 1'41"013 | +1"454   |
| 10   | Tim Brendel Markus Schmid            | Germania  | 1'41"126 | +1"567   |

### Gara a squadre
La gara è stata disputata il 1º marzo ed ogni squadra nazionale ha preso parte alla competizione con una sola formazione; nello specifico la prova ha visto la partenza di una "staffetta" composta da un singolarista uomo ed uno donna, nonché da un doppio per ognuna delle 6 formazioni in gara, che sono scese lungo il tracciato consecutivamente senza interruzione dei tempi tra un atleta e l'altro; il tempo totale così ottenuto ha laureato campione la nazionale tedesca di Felix Loch, Dajana Eitberger, Tobias Wendl e Tobias Arlt davanti alla squadra russa formata da Semën Pavličenko, Tat'jana Ivanova, Aleksandr Denis'ev e Vladislav Antonov ed a quella lettone composta da Inārs Kivlenieks, Elīza Tīruma, Andris Šics e Juris Šics.
| Pos. | Squadra  | Atleti                                                                   | Tempo    | Distacco |
| ---- | -------- | ------------------------------------------------------------------------ | -------- | -------- |
|      | Germania | Felix Loch Dajana Eitberger Tobias Wendl / Tobias Arlt                   | 2'45"468 |          |
|      | Russia   | Semën Pavličenko Tat'jana Ivanova Aleksandr Denis'ev / Vladislav Antonov | 2'45"528 | +0"060   |
|      | Lettonia | Inārs Kivlenieks Elīza Tīruma Andris Šics / Juris Šics                   | 2'45"775 | +0"307   |
| 4    | Austria  | Wolfgang Kindl Birgit Platzer Peter Penz / Georg Fischler                | 2'47"968 | +2"500   |
| 5    | Ucraina  | Andrij Mandzij Olena Stec'kiv Oleksandr Obolončyk / Roman Zacharkiv      | 2'50"753 | +5"285   |
| -    | Polonia  | Maciej Kurowski Ewa Kuls Patryk Poręba / Karol Mikrut                    | DNF      |          |

## Medagliere
| Posizione | Nazione  | Oro | Argento | Bronzo | Totale |
| --------- | -------- | --- | ------- | ------ | ------ |
| 1         | Germania | 3   | 1       | 1      | 5      |
| 2         | Russia   | 1   | 2       | 1      | 4      |
| 3         | Austria  | 0   | 1       | 0      | 1      |
| 4         | Lettonia | 0   | 0       | 2      | 2      |
| Totale    | Totale   | 4   | 4       | 4      | 12     |